# Gerard Snabilie
Gerard Snabilie (Alkmaar, 7 de enero de 1927 - ibídem, 13 de febrero de 2015) fue un futbolista neerlandés que jugó en la demarcación de portero para el Alkmaar '54.

## Biografía
En 1954, y con la camiseta del Alkmaar '54, Snabilie debutó como futbolista. Lo hizo contra el Sportclub Venlo '54. Dicho partido fue el primer encuentro que se disputó en la Nederlandse Beroeps Voetbalbond, primer partido jugado entre dos clubes profesionales en los Países Bajos, formando parte de esta manera del primer partido profesional que se jugó a nivel nacional, partido que acabó por 3-0 a favor del equipo de Alkmaar. En la próxima temporada, ya bajo la KNVB, acabó en quinto lugar de la Eerste Klasse C. En la siguiente temporada, tras acabar en undécima posición, descendió a la Eerste Divisie, donde jugó hasta 1958, año en el que se retiró como futbolista.
Falleció el 13 de febrero de 2015 a los 88 años de edad.

## Clubes
| Club        | País         | Año         | Partidos | Goles |
| ----------- | ------------ | ----------- | -------- | ----- |
| Alkmaar '54 | Países Bajos | 1954 - 1958 | 129      | 0     |